# Togg T10X
El Togg T10X es un SUV compacto de gama alta 100 % eléctrico del fabricante de automóviles turco Togg, acrónimo de " Türkiye'nin Otomobili Girisim Grubu ". El T10X es el primer vehículo lanzado por Togg en 2019 de todos sus cinco modelos planeados para 2030. Su producción comenzó en octubre de 2022 y su venta en marzo de 2023.

## Presentación
El T10X es presentado por el fabricante de automóviles turco Togg el 27 de diciembre de 2019 en un evento público en Bilişim Vadisi (Silicon Valley de Turquía) en la provincia de Kocaeli, donde también se presenta el prototipo de un sedán compacto (C-Sedan) en el mismo evento. La producción del T10X comenzó el 29 de octubre de 2022, el día de la inauguración de la fábrica de Gemlik, donde sale ensamblado de la línea de montaje el primer vehículo Togg, un T10X rojo Anadolu . La venta del T10X comenzó en marzo de 2023 en Turquía y estará disponible en el mercado europeo a finales de 2024.
El Togg T10X compite directamente con otros SUV compactos premium como el Audi Q4 e-tron, Mercedes-Benz EQB, Volvo XC40 Recharge o BMW iX3 .

## Denominación
El T10X tiene un nombre que corresponde a un " codificado de Togg:
- EL " T se refiere a Turquía, el país de origen del vehículo, y Togg ;
- EL " 10 » corresponde al segmento compacto (C) ;
- EL " X denota el tipo de carrocería SUV .

El T10X fue diseñado por el diseñador automotriz turco Murat Günak y Pininfarina. El diseño del T10X incorpora varios elementos de la cultura turca, incluidos los rines y la parrilla en forma de tulipán . Además, las líneas de costura en los asientos del T10X también representan un tulipán.

## Características
El T10X es un SUV compacto premium totalmente eléctrico.

### Interior
El T10X ofrece un interior ultramoderno con instrumentación digital a bordo de 12 pulgadas y una pantalla táctil central que descansa sobre un enorme panel panorámico de 29 pulgadas que cubre todo el ancho del tablero. A esto se suma una pantalla táctil situada más abajo para acceder a los ajustes. El equipo estándar dentro del vehículo también incluye una cámara a bordo con activación y control por voz. Un sistema de información y entretenimiento que utiliza inteligencia artificial y la plataforma digital Trumore de Togg incorpora un sistema de domótica ( Smart Living ) y tecnología ubicua que permite al usuario realizar múltiples acciones de la vida diaria (ver USE CASE MOBILITY ). Togg ofrece un sistema de sonido Meridian opcional dentro de su SUV. Si bien en el modelo prototipo, denominado C-SUV, se colocaron dos pequeñas pantallas en los extremos de las ventanas del conductor y del pasajero para retransmitir las imágenes de las cámaras traseras, esta opción actualmente no está disponible debido a los estándares automotrices de ciertos países.

### Motorización
El T10X se ofrece en dos configuraciones de tren motriz, a saber, un motor eléctrico en el eje trasero que proporciona tracción trasera (RWD) o, alternativamente, motores eléctricos duales en los ejes delantero y trasero que ofrecen tracción total (AWD). La configuración de propulsión (RWD) con motor eléctrico ofrece una potencia de 160 kW  ( 218 ch ) y 350 N⋅m  de par que permite pasar de 0 a 100 km/h en 7,6 s. Por su parte, la configuración en tracción total (AWD) con dos motores eléctricos desarrolla una potencia de 320 kW  ( 435 ch ) y 700 N⋅m  de par que permite pasar de 0 a 100 km/h en 4,8 s .

### Batería
Togg ofrece dos opciones de batería para el T10X que corresponde a una elección entre una batería de iones de litio con una capacidad de 52,4 kWh  con una autonomía de 314 km  y un consumo de 16,7 kWh/100 km , o una batería de iones de litio más grande con una capacidad de 88,5 kWh  que permite una autonomía de 523 km  para un consumo de 16,9 kWh/100 km. El T10X tiene una capacidad de carga de hasta 180 kW  con un cargador DC, lo que permite que la batería pase de 20 % a 80 % en 28 minutes. Las baterías se fabrican en Siro en Gemlik, provincia de Bursa . Las instalaciones de Siro están ubicadas junto a la planta de Togg . Siro es una subsidiaria de Togg (propiedad de 50 %) establecida en sociedad con la empresa de energía Farasis Energy.

## Acabados
El T10X se ofrece en dos versiones de equipamiento. El acabado de gama de entrada, denominado V1, solo permite obtener la batería con una capacidad de 52,4 kWh , mientras que el acabado más lujoso, denominado V2, permite elegir entre la batería de 52,4 kWh  o la de mayor capacidad de 88,5 kWh. Cada una de las dos versiones de acabado ofrece un grupo de opciones ( Paquete de Lanzamiento ) con elementos diferentes de una versión a otra.
Los colores que se ofrecen para el T10X están todos inspirados en un lugar histórico de Turquía . Los 6 colores son los siguientes:
- Kula gris
- Beige de Capadocia
- Pamukkale Blanco
- Rojo de Anatolia
- Negro de Oltu
- Gemlik Azul

### Artículos relacionados
- Togg
- Devrim
- Anadol